# Theotokos di Vladimir
La Theotokos di Vladimir (in greco Θεοτόκος του Βλαντιμίρ?), nota anche come Madre di Dio della tenerezza, Madonna di Vladimir o Vergine di Vladimir è una delle icone ortodosse più venerate e famose al mondo ed è un tipico esempio di iconografia bizantina della tipologia eleusa. La Theotókos (termine greco che significa "Madre di Dio") è considerata la protettrice della Russia. L'icona è conservata nella Galleria Tret'jakov di Mosca. La Chiesa ortodossa la festeggia il 3 giugno ed il 26 agosto.

## Storia
L'icona fu dipinta a Costantinopoli nel XII secolo, alla corte degli imperatori Comneni.
Il patriarca greco di Costantinopoli, Luca Crisoberge, intorno 1131 inviò l'immagine in dono al gran principe di Kiev, Jurij Dolgorukij. L'opera rimase nel Monastero di Mežyhir'ja fino al 1155, quando Andrej Bogoljubskij, figlio di Dolgorukij, distrutto una parte di Vyšhorod e rubato la icona la portò nella città di Vladimir. Secondo la tradizione, i cavalli che trasportavano l'icona, si fermarono vicino alla città e si rifiutarono di andare avanti. Il popolo interpretò l'episodio come un segno secondo cui la Theotokos voleva rimanere a Vladimir. Per ospitare l'immagine, fu costruita la grande cattedrale della Dormizione, cui seguì la costruzione di altre chiese dedicate alla Madonna.
Nel 1395, durante l'invasione di Tamerlano, l'icona fu trasportata fino a Mosca. Nel luogo in cui la popolazione ed il principe "incontrarono" la Theotokos fu costruito il monastero Sretenskij. Basilio I di Russia passò una notte intera nel monastero, piangendo e pregando sull'immagine; il giorno successivo l'esercito mongolo si ritirò. I moscoviti si rifiutarono di riportare l'icona a Vladimir e la collocarono nella cattedrale della Dormizione del Cremlino. Per mezzo dell'icona, fu attribuita alla Madonna la salvezza di Mosca durante gli assalti dei soldati tatari nel 1451 e nel 1480.
Nel 1917, poche settimane prima dell'inizio della rivoluzione, davanti all'icona si svolse l'elezione del Patriarca di Mosca, Tichon. Poco tempo dopo, le autorità bolsceviche vietarono qualsiasi celebrazione religiosa e l'icona fu rimossa dal tabernacolo in cui si trovava, per essere restaurata e successivamente collocata nella Galleria Tret'jakov, dove è tuttora conservata.
Nel dicembre 1941, quando i Tedeschi erano vicini alla capitale, Stalin avrebbe ordinato che l'immagine fosse posta su un aereo e che questo sorvolasse la città. Alcuni giorni dopo, l'esercito tedesco iniziò la ritirata. Così afferma il giornalista Antonio Giuliano [Avvenire, venerdì 25 agosto 2017].

## Venerazione dell'icona
La Vladimirskaja (in russo: Владимирская Богоматерь) (nome con cui i russi chiamano l'icona), nel corso dei secoli fu imitata e copiata più di qualsiasi altra icona; divenne inoltre subito un oggetto di devozione per i fedeli russi. Secondo una tradizione, l'immagine fu dipinta dall'evangelista Luca. Negli anni, l'icona fu utilizzata durante numerose cerimonie: incoronazioni degli zar, elezioni di patriarchi ed altre cerimonie pubbliche.